# Dicranomyia (Dicranomyia) praepostera
Dicranomyia (Dicranomyia) praepostera is een tweevleugelige uit de familie steltmuggen (Limoniidae). De soort komt voor in het Neotropisch gebied.